# Zwartenberg
Zwartenberg is een buurtschap in de gemeente Etten-Leur. Zwartenberg is gelegen op de zuidoever van de Mark.

## Geschiedenis
Vóórdat de Sint-Elisabethsvloed plaatsvond maakte de Mark een scherpe bocht in zuidelijke en vervolgens in noordwestelijke richting. In dit gebied werd turf gewonnen en er was invloed van de Abdij van Thorn, die hier tiendrechten bezat. Tijdens deze vloed ging de Mark deze bocht afsnijden. Het gebied binnen deze voormalige bocht en de huidige Mark, nu omsloten door Mark, Halse Vliet en Leurse Haven, werd omstreeks 1507 ingepolderd door Engelbrecht van Etten. Aldus ontstond de Zwartenbergse Polder.
Engelbrecht van Etten ging er zelf ook wonen, en aldus was er sprake van een edelmanswoning, in de volksmond het Kasteel op Zwartenberg genaamd. Bij Zwartenberg, dat op de grens van de Baronie van Breda en het Gewest Holland lag, kwam een veerverbinding over de Mark. De polder zélf had vaak te lijden van overstromingen, en vooral langs de Halse Vliet zijn veel wielen te vinden die duiden op dijkdoorbraken. Tijdens de Tachtigjarige Oorlog werd de polder soms ook wel opzettelijk geïnundeerd.
In 1721 werd aan de zuidpunt van de Zwartenbergse Polder de Zwartenbergse Molen gebouwd, een poldermolen die water uitsloeg op de Leurse Haven. In 1888 brandde de molen af en werd een nieuwe molen gebouwd. In 1968 werd de taak van de molen door een elektrisch gemaal overgenomen.

## Industrie
In 1869 werd een suikerfabriek aan de Mark gebouwd, de fabriek van Van Breda, Dolk, Lammers, Besaur & Co. of de Suikerfabriek op Zwartenberg. Deze was in werking tot 1918. De bouw van de suikerfabriek maakte de aanleg van een draaibrug over de Mark noodzakelijk. De veerdienst die meer dan drie-en-een-halve eeuw heeft gefunctioneerd, werd uit de vaart genomen. Na de Tweede Wereldoorlog vestigde zich in de voormalige suikerfabriekgebouwen het mengvoederbedrijf Safari, dat in 1996 werd overgenomen door mengvoederfabriek Hill's.